# Circo Volador
El Centro de Arte y Cultura Circo Volador, ubicado en la Ciudad de México, es una Asociación civil dedicada a la atención de niños, jóvenes y adultos, a través del arte y la cultura, mediante la realización de talleres artísticos, productivos, deportivos y culturales,  además, ofrece una amplia oferta de conciertos y espectáculos, exposiciones, conferencias, mesas redondas, seminarios, exhibiciones, programas de radio, etc. Desarrolla también temas de investigación, enfocados a la atención de poblaciones marginales, vulnerables o en riesgo de vulnerabilidad y con falta de oportunidades. Circo Volador es el resultado de una investigación sociológica realizada en 1988 por el sociólogo Héctor Castillo Berthier, del trabajo de intervenciones comunitarias y  la suma de los propios jóvenes al proyecto.

## Historia

### Fundación y primeros años (1988-1998)
En 1988, el sociólogo Héctor Castillo Berthier, comienza la etapa de investigación y valoración de la situación de las y los jóvenes de las clases populares, con el objetivo  de encontrar el mecanismo idóneo para incidir de manera positiva en sus relaciones interpersonales y con su entorno. Se enfocó en los jóvenes de las clases populares identificados como "bandas", para frenar la violencia creciente y buscar los mecanismos que permitieran reintegrarlos a una sociedad que los veía como “adversarios”. Así nace el proyecto de investigación denominado Circo Volador.
La siguiente etapa del proyecto, fue buscar un sitio en dónde “aterrizar” la propuesta. En 1994, después de 7 años de trabajo radiofónico y de promoción de la cultura juvenil, se realizó un Convenio de “Comodato” con el Gobierno de la Ciudad, con el cual, se recibió de forma gratuita el préstamo del cine “Francisco Villa”, un amplio y viejo cine abandonado por más de 10 años, a cambio de su rehabilitación y mantenimiento con el trabajo colectivo de los jóvenes, para dedicarlo a su atención.

Después de un año de trabajo y una vez concluidas las reparaciones básicas del inmueble, el 11 de septiembre de 1997, el antes llamado Cine Francisco Villa, comenzó a operar de forma regular bajo el nombre de Centro de Arte y Cultura Circo Volador, con un equipo de trabajo conformado por 25 jóvenes. En un principio, se trabajó bajo tres ejes básicos de operación: la promoción de participación popular, la organización autogestiva de las actividades culturales y el desarrollo plural de los grupos sociales en relación con sus propias necesidades. Se buscó capacitar y profesionalizar el trabajo de los distintos grupos de jóvenes, para que pudieran hacerse cargo de actividades planteadas para desarrollarse en el espacio, como cursos de capacitación en áreas básicas: electricidad, plomería, albañilería, pintura, iluminación, sonorización, grabación, producción radiofónica, etc. También se realizaban video-conciertos con una asistencia de entre 50 a 150 espectadores.

### Inauguración oficial y clausura (1998-2000)
En julio de 1998, se inauguró oficialmente el Centro de Arte y Cultura Circo Volador y se firmaron los primeros convenios con organizaciones internacionales como: NOVIB originaria de Holanda, AVINA de Suiza, ASHOKA de Estados Unidos y SDS de México.
Entre el año 1998 y el 2000, con el apoyo de distintas organizaciones y el Gobierno del Distrito Federal, a través del programa de Coinversión de la Ciudad de México, se iniciaron los talleres de joyería artesanal, capoeira, fotografía, ingeniería en audio, lenguaje de señas, dibujo y pintura, danza, entre otros; además, se realizaron charlas mensuales con diferentes temáticas como: VIH SIDA, Indigenismo y más. También se dio apertura a un cineclub y la realización de conciertos masivos de bandas nacionales e internacionales. Cabe mencionar que la realización de conciertos de bandas internacionales iniciaron con la presentación del grupo alemán de metal gótico Lacrimosa.
El 9 septiembre del año 2000, un día después de que el grupo de pop “OV7” realizará los ensayos en este espacio, para su presentación en el Auditorio Nacional, el Centro de Arte y Cultura Circo Volador fue clausurado, bajo la querella de ausencia de un estacionamiento para 240 automóviles.

### Reapertura y reinicio de actividades (2001-actual)
En febrero de 2001, con el espacio cerrado, se inició una transmisión radiofónica con el proyecto “Jóvenes en Monitor” durante dos años, en el 88.1 de radio F.M. Para el año 2002, se reabrió el espacio, comenzando con eventos culturales como “Primavera Joven”, que tenía por objetivo, promover el debate sobre la juventud en la Ciudad de México. En éste evento, se realizó una amplia convocatoria dirigida los jóvenes, para discutir sobre la realidad de los jóvenes en la ciudad, con 102 especialistas, organizaciones no gubernamentales e instituciones educativas como la UNAM. Se implementaron los talleres de capoeira, alebrijes, danza y pintura, además de comenzar con presentaciones de cine, realizadas por el colectivo “Psicocinema”. 
Después de haberse consolidado nuevamente, el proyecto Circo Volador, tomando en cuenta las inquietudes y manifestaciones culturales de las y los jóvenes, fue integrando nuevos proyectos, como el proyecto de investigación Graffitiarte.org. Este comenzó como una iniciativa llamada “Las paredes gritan”, que se desarrolló con ayuda del Fondo Nacional para la Cultura y las Artes, en el año 2003. Se desarrolló el proyecto de investigación www.graffitairte.org y www.circovolador.org, que tenía como objeto de investigación el grafiti, ya que era un movimiento urbano que constantemente estaba sufriendo la desacreditación y persecución de las autoridades.
Más adelante, gracias a la realización del proyecto-revista “Anomia”, se consolidó el programa de servicio social con la Universidad Nacional Autónoma de México, la Facultad de Estudios Superiores Acatlán, la Universidad Intercontinental, la Universidad Autónoma Metropolitana y La Universidad de la Ciudad de México, por el cual se nombró en el marco del 70 Aniversario del Servicio Social de la UNAM, como uno de los mejores proyectos de servicio social. A su vez, con el apoyo de la National Centre of Competence in Research North South, se inició el proyecto “Historia de la cultura alternativa en la Ciudad de México” en cual contemplaba la construcción de un estudio de grabación discográfica y el concurso de solistas y agrupaciones musicales juveniles.
Del año 2004 hasta el 2012, se llevaron a cabo seis ediciones del festival “Culto Joven”, en colaboraciòn con diferentes organizaciones, como la organización de bancos suizos NCCR. Este festival fue el punto de encuentro de las manifestaciones culturales urbanas representadas por la juventud mexicana y la participación activa de los jóvenes mediante diferentes expresiones artísticas (concursos, exposiciones, conciertos, charlas) que plasmaban la problemática que les afecta o sus intereses. Entre los invitados a participar como jueces o espectadores de los festivales, se encontraban personalidades como Carlos Monsiváis, Marcelo Ebrad, etc. Se benefició un promedio de 1200 jóvenes en cada una de sus ediciones.
A partir del 2016 han sido una de las sedes de Macabro: Festival Internacional de Cine de Horror de la Ciudad de México. Desde su reapertura hasta el día de hoy se han realizado en el espacio, más de 230 talleres artísticos y productivos permanentes, 90 talleres eventuales, 5 cursos de verano para niños de la comunidad, más de 500 programas de radio en FM y la creación de una estación a través de Internet.

### Festival Gambrinus
En Circo Volador, también se realiza el Gambrinus Fest, un festival cervecero creado en 2015, el cual tiene como objetivo promover la cultura de la cerveza artesanal y el consumo responsable e inteligente de esta bebida. En este festival, productores artesanales presentan sus creaciones al público, invitándolos a disfrutar de los infinitos matices de esta bebida y también a conocer los procesos de fabricación en voz de los mismos productores. El nombre del festival proviene de la leyenda, Gambrinus, un aprendiz de vidriero con mal de amores, el cual recibió la ayuda del demonio Belcebú que le reveló el secreto de la fabricación de la cerveza. Actualmente cuenta con 21 stands, más de 200 etiquetas de cerveza que ofrecen fabricantes y distribuidores, lectura de tarot dentro del festival, opciones de comida, entre otras cosas y actividades. 

### Sexualidades y Géneros
En el año 2015, se trabajó el proyecto 'Sexualidades y Géneros', el cual se realizó por medio de talleres, actividades, mesas de diálogo, performances, producciones artísticas, etc., con el propósito de crear un espacio para reflexionar sobre los géneros y las relaciones entre ellos, para que se vuelvan relaciones equitativas, incluyentes y de mutuo reconocimiento. Se colaboró con varias organizaciones, asociaciones y colectivos que trabajan estos temas.  También se presentó la Campaña “Sin Tags. La discriminación no nos define”, en colaboración con la CONAPRED, la cual señala que “Hay personas que son víctimas de la discriminación todos los días por alguna de sus características físicas o su forma de vida. El origen étnico o nacional, el sexo, la edad, la condición de discapacidad, la condición social o económica, etc.”

### Centro de Acopio en el temblor
Debido al terremoto que se vivió en el país el 19 de septiembre del 2017, Circo Volador en conjunto con Luz y Sombra, Colectivo de Rescate Cultural se sumaron creando un centro de acopio el 20 de septiembre, en sus instalaciones, mismo que dio a conocer a través de sus redes sociales oficiales. De igual manera, mediante Circo Volador radio, se difundió información relevante sobre la situación antes mencionada y se ofreció a la comunidad el espacio para que pudiera difundir información.

### Osmium Metal Awards
En 2018, Circo Volador, en colaboración con Renascentia y Reina el Metal, crearon los Osmium Metal Awards, cuya finalidad es distinguir año con año el talento, trayectoria, acervo y dedicación de los agentes más destacados que conforman la escena del metal nacional como son artistas, promotores, foros y medios. Hasta la fecha, se han llevado a cabo dos entregas, donde se reconoció a las bandas, obras, eventos y organizaciones más sobresalientes del año, nominados en 20 categorías, los cuales se valoran tanto por un Jurado como por el Público.

### Presupuesto participativo
En 2019, se realizó en las instalaciones de Circo Volador el proyecto “El Arte, el Deporte y la Cultura como medio para la Prevención del Delito”, en la consulta ciudadana para el Presupuesto participativo 2019, el cual, consistió en la realización de un ciclo de conferencias con especialistas en el tema de violencia y el delito y la realización de talleres artísticos, culturales y deportivos para los habitantes de la colonia de manera totalmente gratuita.

### Odontología comunitaria
En el año 2018, se crea el consultorio odontológico comunitario en las instalaciones de Circo Volador. En este consultorio, se dan consultas de cooperación voluntaria y tratamientos con cuota de recuperación, a toda persona que las necesite.

## Circo Volador Radio
Se empieza a transmitir la radio por Internet de Circo Volador el 30 de abril del 2014, siendo el primer programa al aire Tolerancia Zero. 
Es una estación de radio por Internet la cual tiene como objetivo ser un medio de comunicación que fortalezca, legitime y entretenga una red de trabajo de la sociedad civil organizada y genere un testimonio de las acciones como sociedad. 
Se tiene como misión ser un medio de comunicación donde se dé voz a todas las manifestaciones artísticas, culturales y sociales y que informe, entretenga y eduque a través de un contenido de gran relevancia considerando siempre su responsabilidad con la comunidad, fomentando valores. 
Su visión es ser un medio de comunicación alternativo vía Internet, posicionado en los países de habla hispana, como un referente de información, orientación y entretenimiento de y para la juventud y sus manifestaciones. 
Las características de los contenidos transmitidos desde Circo Volador Radio son: de interés para la sociedad en general, especializados, con un lenguaje común y cotidiano, de pensamiento libre y participativos. 
Con temas especialmente enfocados en la problemática actual, cultura alternativa y popular juvenil, a través de la discusión y análisis, de una forma participativa, tomando en cuenta las opiniones de los sectores involucrados. 
Dentro de la barra de programación se transmiten programas con diferentes contenidos, cada uno con un programa en vivo semanal. El resto de la programación es musical, dividido en géneros musicales; transmitimos 24/7 a través de www.circovolador.org
Programas que formaron parte de la barra de programación:
| Programa                  | Descripción |
| La mala cabeza            | Programa de análisis de acontecimientos sociales y políticos teniendo como base el pensamiento crítico y lógica. |
| Frecuencia Metalera       | Noticias del ámbito nacional e internacional, entrevistas a invitados (bandas, músicos, organizadores, medios, etc.), resúmenes de eventos, debates sobre temas de interés, fomento y reflexión, cápsulas informativas, nuevos lanzamientos y próximos shows.                                                                                                |
| Kosmoblue                 | Música en inglés, raíces, historia y evolución (Rock, Blues, Jazz, Folk, Country y subgéneros relacionados con estas corrientes musicales). |
| Mi degeneración           | Dar a conocer bandas y géneros (punk, hardcore, ska, punk, folk punk, garage, surf. rockabilly, psichobilly, stoner, rock) de la escena subterránea, dando reseñas e historial de las bandas, un poco de humor, datos curiosos, promocionando tocadas locales de los géneros que trata el programa, tanto de bandas nacionales como internacionales.         |
| Rolando la historia       | Abordan temas históricos o relacionados con la historia de algún grupo, género, identidad juvenil o lucha social. |
| Blast Beat                | Programa especializado en el género musical más extremo del metal, donde se pone más énfasis en subgéneros como el black, death, grind, gore, crust, doom, viking, folk e industrial metal. |
| Animal sonoro             | Informar, difundir, y dar a conocer al público objetivo todo lo relacionado con el activismo animal (noticias, problemática actual de los animales y la sociedad, ONG ́s dedicadas al tema y su modo de operar, leyes y sus modificaciones recientes) así como concientizar y ser un medio a través del cual poder canalizar al público interesado en apoyar. |
| Tatuaje Libre             | Programa relacionado con los tatuajes en general, diferentes técnicas y las experiencias como tatuadores profesionales. |
| Vive la Cartelera         | Reseñas musicales, entrevistas y la cartelera de los próximos eventos culturales. |
| Los Clavos de Cristo      | Frases y pensamientos con una carga poética y social, relacionados con la psiconáutica (experimentación personal y voluntaria con elementos como hipnosis, drogas y rituales, para analizar y describir estados de conciencia) acompañados de música. |
| Queen Alrededor del Mundo | Programa relacionado con la historia de Queen y datos curiosos sobre la banda. |
| Dementes                  | Establecer un puente entre temas de la vida cotidiana y la salud mental de las personas mediante la mirada de la psicología, entre otras cosas. |
| Sin Choros                | Comunicación clara y directa con los jóvenes, para abordar temas que tengan que ver con la cultura, política, arte, ecología, opinión, etc |
| Mx-Rock                   | Programa más relevante del rock, pasando por todas las épocas |

Programas que formaron parte de la barra de programación:
| Programa              | Descripción |
| Veritas dei universus | Programa de investigación e información, relacionados con el mundo paranormal y esotérico, tratándolos desde un punto de vista neutral.                                                   |
| Mi generación         | La enciclopedia del rock and roll. Desde los inicios hasta los 2miles. |
| Tolerancia zero       | Programa institucional, donde se tratan temas de cultura juvenil. |
| Puros cuentos         | No insulten a los cómics llamándolos literaturas. Aquí nos adentramos a su mundo de pocas letras y muchos dibujos.                                                                        |
| Botas y Tirantes      | Programa dedicada al punk, Oi! Y demás música contestataria. |
| Psicocinema           | Cine para estómagos curtidos. |
| Lecturas bizarras     | La literatura es música y la música literatura, programa que habla de esos límites interdisciplinarios.                                                                                   |
| Hacia Asia            | Programa dedicado a la cultura pop de asiática, como el arte, música, comida y más. |
| Autorretrato          | El programa que conducen los propios artistas, en la que ellos deciden de qué hablar, sin locutores que les estorben.                                                                     |
| La revuelta           | Programa de radio sobre temas relacionados con promover y difundir la cultura periférica.                                                                                                 |
| Batalla Campal        | Programa dedicado a todo lo relacionado con el mundo de la lucha libre. |
| Mente en Construcción | Establecer un puente entre temas de la vida cotidiana y la salud mental de las personas mediante la mirada de la psicología, entre otras cosas.                                           |
| La Voz del Sigilo     | Comunicación clara y directa con los jóvenes, para abordar temas que tengan que ver con la cultura, política, arte, ecología, opinión, etc.                                               |
| Osmium                | Programa enfocado en la música de metal nacional y la escena. |
| Escena 360            | Programa enfocado a los temas que se relacionan con la industria musical nacional |
| Vadiar                | Especializado e interesado principalmente en la difusión de la cultura del arte marcial brasileño por excelencia: la Capoeira, además de abordar las artes circundantes que la enriquecen |
| Into Moshpit          | Programa especializado en metal y sus vertientes |
| Gettin Trance         | Especializado en el mundo de la música electrónica y todas sus vertientes. |
| Proagresivo           | Programa relacionado al género musical progresivo nacional e internacional. |
| Furiosa               | Programa dedicado al punk |
| Línea D3              | Programa enfocado a todo lo relacionado con el fútbol |
| Tu voz es mi utopía   | Programa dedicado a temas de interés social |
| Comikeando            | Dedicado a todo lo relacionado con el mundo de los cómics. |

## Talleres
Circo Volador ha puesto en marcha una serie de talleres artísticos, productivos, deportivos y culturales, para que la población pueda desarrollar sus aptitudes físicas y artísticas, y/o aprender algún oficio o actividad que les permita acercarse a la micro industria o al autoempleo. Ha beneficiado a más de 60 mil jóvenes, teniendo en promedio 1000 beneficiarios anuales. Se realiza una muestra de talleres cada seis meses, abierta al público en general, en el que los alumnos muestran sus avances en el taller y exhiben las obras realizadas. Cabe mencionar, que en el año 2013, el taller de alebrijes de Circo Volador, participó en el Desfile de Alebrijes Monumentales del Museo de Arte Popular, obteniendo el primer lugar. 
La oferta de talleres que se ofrecen, son los siguientes: Acrobacia, Artes Marciales Chinas, Arte Circense, Artes Marciales Mixtas, Batería y Percusiones, Belly Dance, Body Paint, Canto, Capoeira, Cartonería y Alebrijes, Composición y Teoría Musical, Danza Aérea, Danza Contemporánea, Defensa Personal, Dibujo Pintura y Modelado en plastilina, Encuadernación, Expresión Corporal, Expresión de la voz/Como hablar en público, Finés, Fotografía Estenopeica, Fotografía Réflex, Guitarra, Historia de Terror (temporal), Kung Fu, Lima Lama, Mástil Chino, Muay Thai, Reciclado en Caucho, Parado de Manos y Flex, Pole Dance, Salsa Cubana, Serigrafía, Solfeo, Sueco, Tae Kwon Do, Teatro, Técnicas de Grabado y Dibujo y Violín.

## Conciertos
Circo Volador tiene 20 años de experiencia en la realización de conciertos, desde 1995, después de que se obtuvo en comodato el antiguo cine Francisco Villa, se remodeló y se aprovecharon las instalaciones para la realización de conciertos nacionales e internacionales. Se cuenta con dos escenarios, un escenario con capacidad para 700 personas de pie y otro escenario más grande, con capacidad para 3,000 personas.
En 1999 Circo Volador, pasa a ser reconocido como un foro de conciertos a nivel internacional, al presentarse en las instalaciones la agrupación musical europea Lacrimosa. También se ha albergado festivales como en Eyescream Metal Fest, la eliminatoria de la batalla de las bandas Wacken Open Air, Night of the Living Death, etc.
Durante estos años, se han realizado más de 500 conciertos y presentaciones musicales, con músicos de diferentes partes del mundo y diferentes géneros musicales. Algunas de las bandas qué se han presentado ha sido:Amon Amarth, Arch Enemy, Babymetal, Cannibal Corpse, Children of Bodom,Coal Chamber, Cradle of Filth, DevilDriver, Diablo Swing Orchestra, Emilie Autumn, Galneryus,Haggard, Helloween, Ill Niño, Kamelot, Kreator, Lacrimosa, Lamb Of God, London After Midnight, The Mars Volta, Ministry, Therion, Satyricon, Stratovarius, The Sisters of Mercy, Immortal, Moonspell, Opeth, Peter Murphy, Nightwish, HammerFall, The Adicts, Rhapsody of Fire, Versailles, X Japan, Tristania, ; entre otros

## Ubicación
Calzada de La Viga #146, Unidad Territorial Jamaica, Alcaldía Venustiano Carranza, C.P. 15800, Ciudad de México. Saliendo de metro La Viga: la salida en dirección a Metro Garibaldi da directamente a la explanada y a los accesos.

## Estudio de grabación
Otro de los beneficios ha sido la construcción de un estudio de grabación, en el cual se han realizado más de 500 discos, de 25 artistas jóvenes de escasos recursos. Entre los servicios que ofrece este estudio, son: grabación, mezclas, spots, masterización, maquila, diseño digital y serigrafía en discos compactos, entre muchos otros.

## Fechas clave
- Febrero de 1987: Inicio del Proyecto de Investigación-Acción. con un objetivo básico: valorar la situación de los jóvenes de las clases populares identificados como "bandas", para saber cual era el mecanismo idóneo para reintegrarlos a una sociedad que los veía como “enemigos violentos”.

- Septiembre de 1988: Inicio de las transmisiones radiofónicas nocturnas del programa “Sólo Para Bandas”, en el 105.7 de F.M. mediante el cual y durante los siguientes tres años, se empezó a entrar en contacto con las mil 500 bandas juveniles detectadas en el Diagnóstico original del Proyecto de Investigación y cuyo objetivo inicial fue: “darle voz y presencia en los medios a quienes no tenían cómo defenderse públicamente de los ataques que los denigraban” y entrar en diálogo con otros actores sociales importantes para este grupo (policías, padres de familia, maestros, líderes sociales, autoridades locales, proyectos alternativos, artistas, músicos, etc.)

- Agosto de 1989: Primer Concurso para jóvenes “Rock en la Selva de Asfalto”, que contó con las inscripción de 164 grupos de distintos géneros (incluso Punks y Anarquistas), al cual se acercaron grupos de otros estados de la república, y que permitió empezar a ubicar a Circo Volador como una institución naciente en la que le podían tener confianza por la transparencia en el manejo del concurso, la convocatoria abierta e incluyente, los premios en especie para que pudieran profesionalizar su trabajo, y las propuestas siguientes para integrar a la mayor parte de los participantes en nuevas áreas de desarrollo del proyecto.

- Junio de 1990: Constitución legal de la Organización ante un notario público con el nombre de “Investigación y Desarrollo de Proyectos Submetropolitanos” dedicada a desarrollar proyectos para apoyar a la juventud con la bandera de Circo Volador.

- Octubre de 1993: Inicio de la transmisión del segundo programa radiofónico “El Tunel: un paso subterráneo al más acá” y hasta septiembre de 1995, en el 1590 de A.M., en donde, además de darles “voz”, empezamos a difundir los amplios archivos sobre Cultura Juvenil que habíamos venido conformando desde el origen del proyecto, con el objetivo de profesionalizar el trabajo de los jóvenes para que dieran a conocer sus diversas creaciones culturales. Además, fue un precedente en la Radio Comercial debido a que una estación privada abría sus puertas para un proyecto de este tipo, culminando con la grabación de 100 programas temáticos de una hora, relacionados con las problemáticas juveniles, incluyendo las creaciones independientes de los participantes.

- Febrero de 1995: Firma del Convenio de Comodato con el Gobierno de la Ciudad para el uso del “Cine Francisco Villa” (abandonado por más de 10 años), que sería la futura sede del proyecto y se iniciaron los trabajos de rehabilitación con la participación de los jóvenes y sus familias. Debe mencionase que este inmueble, junto con muchos otros de la ciudad, fueron parte de una política de atención a la comunidad a finales de la década de 1960, sin embargo, con los años, el gobierno de la Ciudad fue desentendiéndose de estas actividades de recreación y cultura para la población pobre y muchas de sus instalaciones empezaron a quedar abandonadas y cerradas para el público. El logro de un Convenio de este tipo fue posible gracias al trabajo de visibilidad que habíamos logrado con los proyectos anteriores.

- Julio de 1998: Inauguración del Centro de Arte y Cultura “Circo Volador” y firma de los primeros convenios de colaboración interinstitucional con organizaciones internacionales y nacionales como: NOVIB (Holanda), AVINA (Suiza), ASHOKA (EE. UU.), SDS (México).

- Febrero del 2001: Inicio de la transmisión radiofónica durante dos años del tercer proyecto llamado “Jóvenes en Monitor”, en el 88.1 de F.M. y dentro del Noticiario más importante que se transmite a nivel nacional (“Monitor”) en una sólida empresa privada, para presentar los proyectos juveniles actuales, frente a un auditorio adulto y de otros niveles económicos y el cual se transformó en un aval muy importante para el reconocimiento del proyecto Circo Volador así como para la difusión de las actividades que se realizan en forma cotidiana.

- Febrero de 2004: Creación y diseño del sitio en Internet www.graffitiarte.org, página de grafiti, resultado de una investigación realizada años antes, la cual contiene artículos, historia y desarrollo del grafiti en México y el mundo, la cual contiene 400 fotografías, dividas en categorías y tipos de grafiti. Cabe resaltar que esta página fue premiada por la página Francesa AMELATINE, como mejor página de América Latina, sobre el tema grafiti. Asimismo se realizó el Primer Festival de Cultura Popular Juvenil Submetropolitana “Culto Joven”, con el apoyo del NCCR N-S (SUIZA), el cual buscó “estimular y promover la participación de los jóvenes en procesos que desarrollen la creación de espacios alternos al proceso de exclusión generado por los cambios globales”. Este evento permitió integrar a los jóvenes en contextos más amplios, permitiendo interaccionar con, organizaciones no gubernamentales, medios masivos, gobierno y empresas privadas.

- Febrero 2004, Primer Festival de Cultura Popular Juvenil Submetropolitana con 1,140 participantes y 3,000 asistentes, apoyado por la organización suiza NCCR N-S (National Centre of Competence and Research). Duración: cinco días.

- Septiembre 2004, Reconocimiento de la ONU (Onu- Unhabitat) como una de las 12 Mejores Prácticas Sociales del Mundo en 2004.

- Abril 2005, Firma de convenio de colaboración por dos años con la fundación W.K. Kellogg.

- Junio 2005. Visita del Embajador de Estados Unidos, Tony Garza, a las instalaciones de Circo Volador. El evento consistió en una muestra de los trabajos que se realizan en el espacio y una charla con los jóvenes que asisten regularmente a las actividades. La plática transcurrió en un ambiente de respeto pero de total libertad, donde el Embajador fue duramente cuestionado por diversas acciones de su país que no concuerdan con el pensar de los jóvenes mexicanos.

- Octubre 2005, Certificado del Foro Iberoamericano y del Caribe, Fundación Hábitat Colombia y la Alcaldía de Medellín como una de las Mejores Prácticas Sociales en el Premio a la Transferencia de Buenas Prácticas en Medellín 2005.

- Octubre 2005, Inicio de transmisiones del programa de radio “Tolerancia Zero” en Reactor, 105.7 de F.M. Programa semanal de dos horas de duración con temas de interés juvenil y música alternativa.

- Febrero 2006. Visita de Bono y el grupo U2 para conocer el proyecto y convivir con los jóvenes alumnos, maestros y equipo de Circo Volador. Dicha visita se realizó como reconocimiento a la labor que realiza el proyecto entre los jóvenes y a la promoción de la cultura alternativa de nuestra ciudad.

- Septiembre 2006, Inauguración del estudio de grabación “Circo Volador”, iniciando el trabajo de grabación y producción de 25 bandas nacionales en forma gratuita.

- Marzo 2007, Segundo Festival de Cultura Popular Juvenil Submetropolitana con 520 participantes y 2,000 asistentes, apoyado por la Fundación W.K. Kellogg de USA. Duración: tres días.

- Septiembre 2008, Tercer Festival “Culto Joven”, apoyado por la Comisión del Bicentenario del D.F., con duración de cinco días y diversas actividades extra muros.

- Octubre de 2009, Cuarto Festival “Culto Joven” con duración de cinco días, con la mayoría de las actividades fuera de las instalaciones, desde universidades, politécnico y plazas delegacionales. Se incrementaron los concursos para jóvenes artistas a 10 categorías y se duplicó el monto de los primeros premios

- 2009, Proyecto “Segunda Memoria Histórica de la Cultura Alternativa Mexicana” con la colaboración del Fondo Nacional para la Cultura y las Artes (FONCA). Participación en foros y en el programa de radio Tolerancia Zero.

- 2009 a 2012, Convenio con Ashoka México “Avancemos, soñar y hacer”, proyecto de capital semilla para planear y lanzar un emprendimiento exitoso y la posibilidad de ser parte de un movimiento de jóvenes que promueven el cambio social de manera positiva.

- 2010, Realización del Quinto Festival “Culto Joven” modalidad Internacional. Visita a Cádiz España del hip-hopero "Asesino". Por cada disciplina que se desarrolla en el centro cultural hubo la participación de especialistas, profesionales, artistas de cada rama para dar una conferencia- seminario a los jóvenes beneficiarios.

- 2010 a 2011, Convenio con el Consejo Nacional para la Cultura y las Artes (CONACULTA) para desarrollar el proyecto "Concurso de música: La música es mi arma, los trazos mi movimiento”. Concurso de música de todos los géneros y de diseño, con el tema de la No violencia.

- 2010 a 2011, Coordinación del proyecto ONU HÁBITAT en Brasil: “Seguridad Ciudadana: Previniendo la violencia y fortaleciendo la Ciudadanía con foco en niños, adolescentes y jóvenes en condiciones vulnerables en comunidades brasileñas”, con el Ministerio de Justicia de Brasil, dentro del Programa PRONASCI (Programa Nacional de Seguridad Pública con Ciudadanía) que inició en 3 ciudades para expandirse a 187 ciudades.

- 2011, Realización de la premier y sede de documentales “Buscando el rock mexicano”.

- 2011 a 2012, Proyectos de intervención enfocados a la prevención y disminución de la violencia, mediante el Programa SUBSEMUN (Subsidio para la Seguridad en los Municipios) de la Secretaría de Gobernación. Mismos que se llevaron a cabo en Ciudad Valles, San Luis Potosí; Santiago de Querétaro, Querétaro; Chalco, Estado de México; Nogales, Sonora y en la Delegación Venustiano Carranza.

- Junio 2012, El candidato a la jefatura del Gobierno del Distrito Federal por el Partido de la Revolución Democrática (PRD), Miguel Ángel Mancera visitó el Circo Volador donde sostuvo una reunión con los diferentes espacios culturales de la ciudad, con el propósito de identificar los retos y desafíos que tienen los espacios culturales Alternativos (ECA) en la ciudad.

- Octubre de 2012. Colaboración en el Festival Cultural “Entijuanarte” en la ciudad de Tijuana, Baja California.

- 2012, Proyectos de diagnóstico e intervención a través del Programa SEDESOL- Hábitat “Consultoría para la asistencia técnica e intervención con jóvenes en situación de violencia social” SEDESOL- Hábitat- Circo Volador. Proyecto de diagnóstico e intervención con jóvenes en las ciudades de: Tijuana, Baja California; Nogales, Sonora; Ciudad Juárez, Chihuahua; San Luis Potosí, San Luis Potosí; Tapachula, Chiapas; Solidaridad, Quintana Roo y en la Delegación Iztapalapa.

- 2012, Visita de Will I AM y de Joan Sebastian a las instalaciones de Circo Volador.

- 2012, Realización del Sexto Festival “Culto Joven”, con la participación de las 14 bandas de música ganadoras del concurso “México 2010: La música es mi arma, los trazos mi movimiento”.

- 2012, Proyecto de intervención social en Malinalco, Estado de México.

- 2012 a 2013, Convenio con el Consejo Nacional para la Cultura y las Artes (CONACULTA) para desarrollar el proyecto “Regeneración de la ciudad: Paisaje urbano musical” Se desarrolló un diagnóstico y un concurso en dos rubros, música y diseño, en zonas con altos índices de marginalidad de 5 delegaciones políticas: Iztapalapa, Milpa Alta, Tláhuac, Venustiano Carranza y Xochimilco.

- 18 de octubre de 2013, Participación en la Sexta Conferencia Provincial de Políticas de Juventudes, en Santa Fe, Argentina.

- Diciembre de 2013, Impartición de la conferencia “Investigación social aplicada: jóvenes y violencia” por medio de la Universidad Autónoma del Estado de Hidalgo (UAEH) en Pachuca, Hidalgo.

- 2013, Propuesta de intervención social para la prevención de la violencia en la Delegación Venustiano Carranza, en colaboración con el Centro Nacional de Prevención del Delito y Participación Ciudadana con el proyecto “Red de Escuelas de Prevención Social de las Violencias” mediante el Programa SUBSEMUN (Subsidio para la Seguridad Pública de los Municipios y	las demarcaciones territoriales del Distrito Federal).

- 2013 a 2014, Ejecución de proyectos de intervención en Escuelas Secundarias de la colonia Morelos.

- 2013 a 2014, Realización de proyecto de intervención en el Barrio de La Merced (Delegación Venustiano Carranza) en colaboración con la Secretaría de Gobernación.

- 2013 a 2014, Proyecto de intervención "Cruzada de jóvenes por la cultura y contra la violencia y las adicciones: Impulsa G.A.M." en colaboración con el INJUVE, en las colonias CTM Risco, CTM Atzacoalco y Ampliación.

- 2013 a 2014, Proyecto de intervención “Prevención de la violencia en la Educación Media Superior de la UNAM en los Colegios de Ciencias y Humanidades” en colaboración con la Secretaría de Gobernación (Subsecretaría de Prevención a la Violencia y la Delincuencia) y la UNAM.

- 30 de abril de 2014, Creación de estudio de radio por internet “Circo Volador Radio” e inicio de la transmisión del programa de radio “Tolerancia Zero" por Internet.

- Julio 2014, Firma de convenio con el FCE (Fondo de Cultura Económica) para la presentación de libros y exposiciones.

- 2014, Presentación del fotógrafo y periodista Pedro Valtierra.

- 2014, Premier del Documental de Juan Carlos Valladolid "El metal nos llevará al infierno".

- 2015, Juan Carlos Valladolid Bocanegra presenta su documental "Detrás del Rock: La escena independiente de México".

- 2015, Creación del colectivo de intervención social e información: "Sexualidades y Géneros" de Circo Volador.

- 2016- actual, sede del festival Macabro: Festival Internacional de Cine de Horror de la Ciudad de México.

- 20 de septiembre de 2017, habilitación del centro de acopio temporal Circo Volador para recolectar víveres para los damnificados del terremoto del 19 de septiembre de ese mismo año.

- 2018, Ejecución del proyecto para promover la tradición cultural mexicana de los alebrijes “Preservando la alegría y fantasía de los Alebrijes” con apoyo de la Secretaría de Cultura de la Ciudad de México a través de Programa de Apoyo a las Culturas Municipales y Comunitarias (PACMYC).

- 2019, Ejecución del proyecto “El arte, el deporte y la cultura como medio para la prevención del delito” del Presupuesto Participativo 2019 en la unidad territorial Jamaica con la alcaldía Venustiano Carranza. Proyecto ganador como Novedoso 2019 por el Instituto Electoral de la Ciudad de México.
- 2019, Ejecución del proyecto “Rescatar y difundir los códices prehispánicos y coloniales a través de la enseñanza y producción en grabado y serigrafía” con apoyo de la Secretaría de Cultura de la Ciudad de México a través de Programa de Apoyo a las Culturas Municipales y Comunitarias (PACMYC).

## Premios y reconocimientos
El Circo Volador se ha hecho acreedor a los siguientes reconocimientos:
- Reconocimiento de la ONU Un-Habitat como una de las 12 Mejores Prácticas Sociales del Mundo en 2004.
- Certificado del Foro Iberoamericano y del Caribe, Fundación Hábitat Colombia y la Alcaldía de Medellín como una de las Mejores Prácticas Sociales en el Premio a la Transferencia de Buenas Prácticas en Medellín 2005.
- Segundo lugar en el “Premio Visionaris al Emprendedor Social”, presentado por UBS (empresa financiera líder en el mundo) y ASHOKA. (organización mundial de emprendedores sociales líderes con sede en Washington D. C.)
- Doce Convenios consecutivos de Coinversión con el Instituto de le Juventud del D.F.
- Cinco Convenios de Coinversión FONCA-CONACULTA.
- Participación con la propuesta "Alterespacio", proyecto alternativo y contrastante con lo usualmente presentado en los eventos "Espacio" de Televisa, S.A. en Monterrey, N.L., San Luis Potosí y Culiacàn, Sin. y Guadalajara , Jal. en 2004, 2005, 2006 y 2007.
- Ganador del Premio "Jóvenes por un México sin Pobreza" en la categoría de Proyectos Innovadores, organizado por el Banco Mundial en 2005.
- Ganador del Premio "Jóvenes por un México sin Pobreza" en la categoría de Pequeñas Donaciones al proyecto Graffitiarte.org, organizado por el Banco Mundial en 2005.
- Aplicación del Modelo de Desarrollo Social en la Delegación Álvaro Obregón a través de la Subdelegación de Desarrollo Social (1997-2000).

## Galería de imágenes
|                     |
| Artistas ensayando. |

|                             |
| Representación en el Circo. |

|                                                |
| Interior del Circo durante una representación. |

|                        |
| Actuación en el Circo. |

|                        |
| Actuación en el Circo. |